# Neosericania
Neosericania är ett släkte av skalbaggar. Neosericania ingår i familjen Melolonthidae.
Kladogram enligt Catalogue of Life:
| Neosericania | \| \| Neosericania exisoclypeata \| \| \| \| \| \| Neosericania habonensis \| \| \| \| \| \| Neosericania nitida \| \| \| \| |
|              | \| \| Neosericania exisoclypeata \| \| \| \| \| \| Neosericania habonensis \| \| \| \| \| \| Neosericania nitida \| \| \| \| |
|              | Neosericania exisoclypeata                                                                                                   |
|              | |
|              | Neosericania habonensis |
|              | |
|              | Neosericania nitida |
|              | |